# Beauvais Lake
Beauvais Lake (nazwa oboczna Lake Abova) – jezioro w kanadyjskiej prowincji Nowa Szkocja, w hrabstwie Richmond, na południe od jeziora Bras d’Or Lake.